# Purshia tridentata
Purshia tridentata ist eine Pflanzenart aus der Gattung Purshia aus der Familie der Rosengewächse (Rosaceae). Sie gedeiht in den bergigen Gebieten des westlichen Nordamerika und wird dort bitterbrush, antelope bitterbrush, antelope bush, buckbrush, quinine brush, deerbrush, blackbrush, greasewood genannt.
Der Name „tridentata“ bezieht sich auf die 3 Zähne am Ende des Blattes.

## Beschreibung

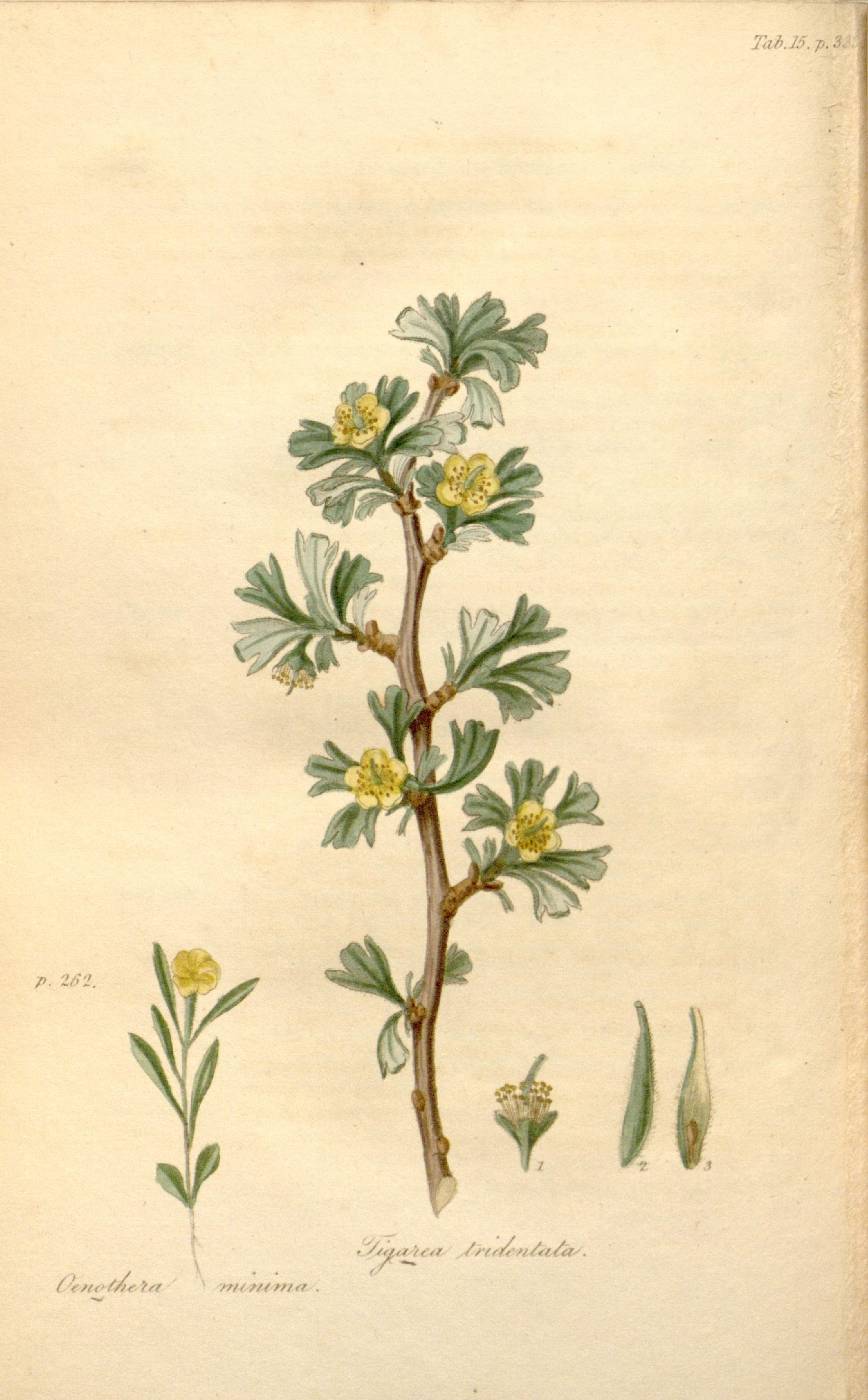
Illustration aus Flora Americae Septentrionalis, Tafel 15, S. 333

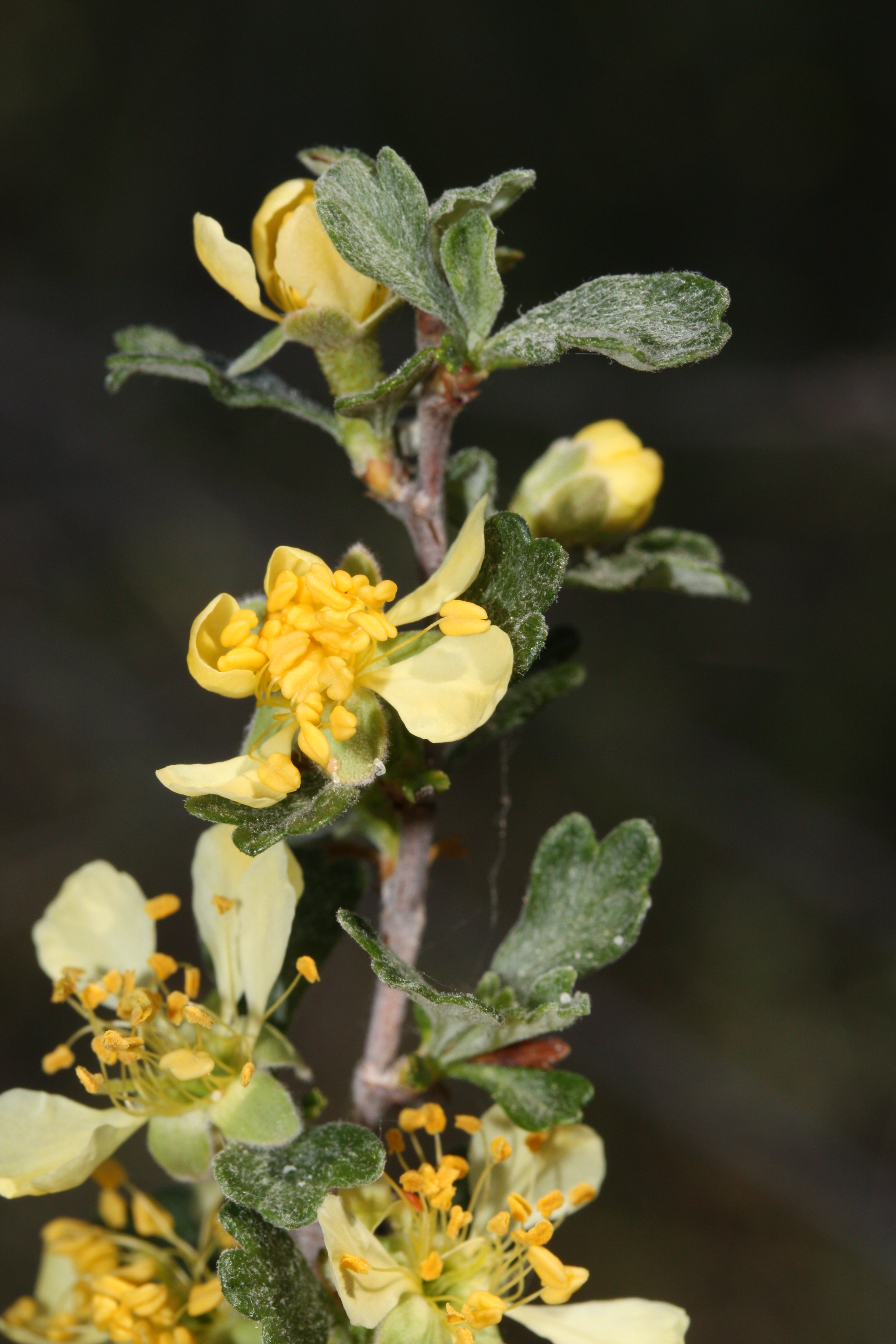
Die Blüten haben fünf gelbe Kronblätter und dunkel gelbe Staubblätter

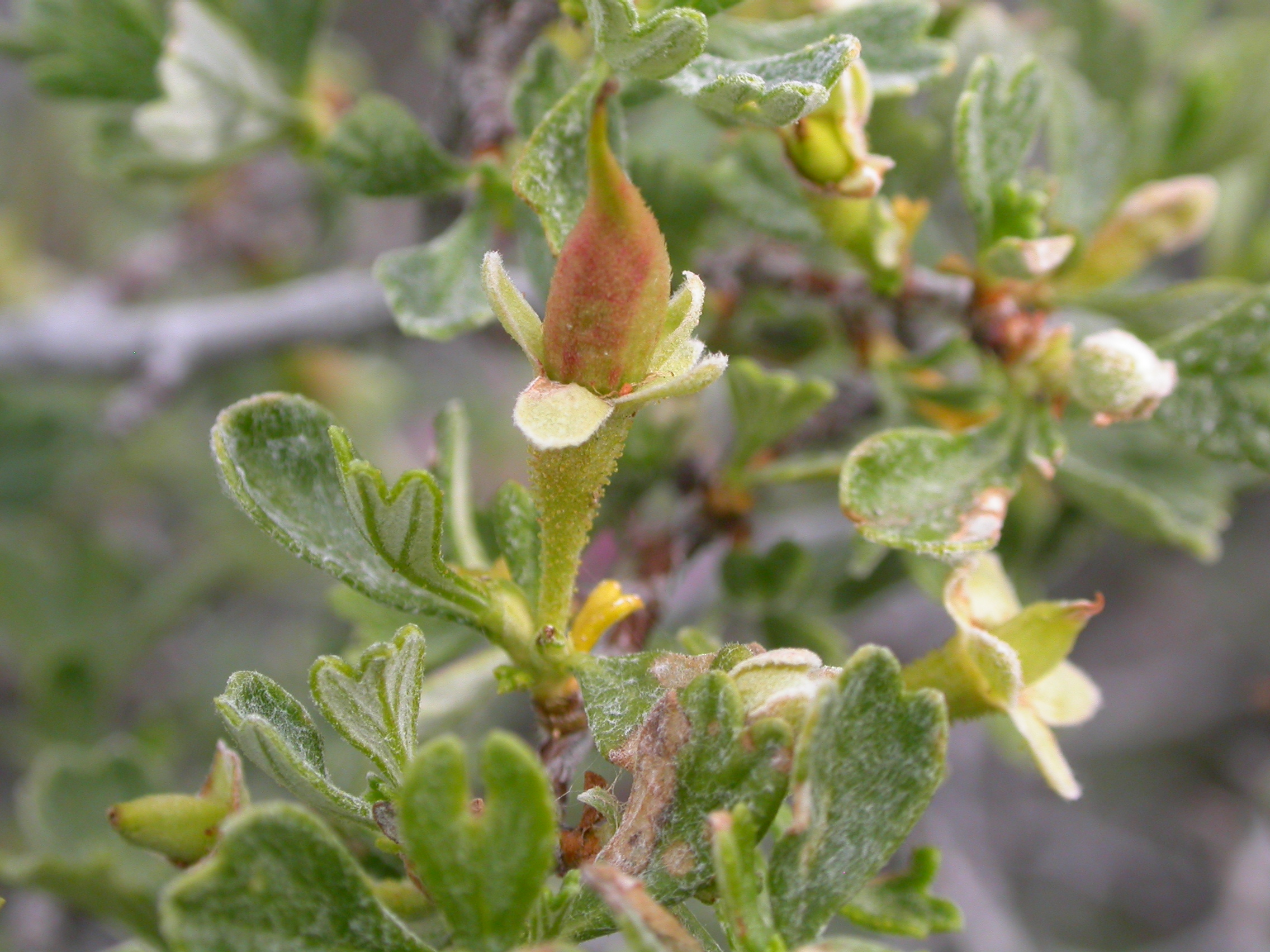
Fruchtstand

### Vegetative Merkmale
Purshia tridentata ist ein laubabwerfender bis halbimmergrüner Strauch, der Wuchshöhen von 1 bis 4 Metern erreicht.
Die verkehrt-eiförmigen bis spatel- oder fächerförmigen Laubblätter sind düner bis dickliche ledrig und drei- bis fünflappig von 5 bis 15 Millimetern Länge mit umgrolltem Rand. Sie sind oberseits mehr oder weniger behaart und unterseits behaart sowie am Rand manchmal drüsig punktiert.
Ihre Wurzeln reichen auch in tiefere Regionen der Erde, um Wasser aufzunehmen.

### Vegetative Anpassungsmerkmale
Sehr gut erkennbar ist die Anpassung vom Bitterbush an die Wüste und die Xeromorphie der Pflanze. Mit Hilfe der wasserverlustresistenten Blätter und den zapfenartigen Wurzeln wirkt der Strauch der Trockenheit entgegen und kann dadurch sehr alt werden.

### Generative Merkmale
Die duftenden, zwittrigen und kurz gestielten Blüten sind radiärsymmetrisch und fünfzählig mit doppelter Blütenhülle. In der Blütezeit locken sie vor allem Insekten zu Bestäubung an. In der Blüte ist ein drüsig-behaarter Blütenbecher vorhanden. Die fünf blassgelben bis fast weißen Kronblätter sind 6 bis 8 Millimeter lang. Die vielen kurzen Staubblätter sind dunkler gelb als die Kronblätter. Es sind ein oder zwei mittelständige, kurz gestielte Stempel mit kurzem Griffel und länglicher Narbe ausgebildet.
Es wird meist eine trockene, schlanke und ledrige, borstige und kurz geschnäbelte, borstige Achäne von 0,6 bis 1,2 Zentimetern Länge im ledrigen, beständigen Blütenbecher mit Kelchblättern gebildet.
Die Form des Strauches ist variierend, von einer ausbreitenden Prostata Form bis hin zu einem Baum.
Die drei gut getrennten Zähne am Ende des dicken und grünen Blattes sind leicht mit den grauen, oft dünneren Blättern des Beifußes (Artemisa Tridentata) zu verwechseln, wenn man sie aus der Ferne betrachtet.

## Ökologie
Purshia tridentata ist stickstofffixierend.

## Nutzen und Wert
Der Strauch wird in Mexiko sowie den USA in der Medizin als Heilmittel genutzt.
Zudem kann man aus einem Teil der Samen der Pflanze einen violetten Farbstoff herstellen, welcher für die Färbung von Körben und Kleidern genutzt wird. Die Farbe ist mit dem Farbstoff der Heidelbeeren vergleichbar.
Besonders im Winter hat die Pflanze einen starken ökologischen Wert für Tiere, welche sich von ihr ernähren. Sie hält zudem mit ihrem weitreichenden Wurzeln den Boden zusammen und stabilisiert diesen und trägt so zur Erosionseindämmung bei.

## Vorkommen
Die Art Purshia tridentata kommt in Nordamerika vom südöstlichen British Columbia im Norden ostwärts bis Montana und Wyoming, südwärts bis New Mexico und westwärts bis nach Kalifornien vor.
Sie wächst an ariden Berg- und sonstigen Hängen. In Kalifornien kommt sie in Höhenlagen von 700 bis 3400 Metern vor, darunter in den Peninsular Ranges, Transverse Ranges und in der Sierra Nevada sowie in der südlichen Kaskadenkette. Weiter nördlich wächst sie in tieferen Höhenlagen wie etwa zwischen 320 und 1065 Metern in British Columbia.

## Systematik
Die Erstveröffentlichung erfolgte unter dem Namen (Basionym) Tigarea tridentata durch Frederick Traugott Pursh. Die Neukombination zu Purshia tridentata (Pursh) DC. wurde 1818 durch Augustin-Pyrame de Candolle in Trans. Linn. Soc. London, Volume 12, Seite 158 veröffentlicht.
Von Purshia tridentata gibt zwei  Varietäten:
- Purshia tridentata var. glandulosa: Dieser Endemit gedeiht nur in der Östlichen Sierra Nevada im südlichen Kalifornien.[9]
- Purshia tridentata (Pursh) DC. var. tridentata[10]